# Aphilopota alloeomorpha
Aphilopota alloeomorpha là một loài bướm đêm trong họ Geometridae.